# Maria Velleda Farnè
Maria Velleda Farnè (Bologna, 1852 – Rivalba, 1905) è stata un medico italiana.
Maria Velleda Farnè è stata la prima donna laureata presso l'Università di Torino, seconda nel Regno d'Italia.

## Biografia
Il padre Enrico era un uomo di legge, un letterato, seppur dilettante, e un polemista politico di fede mazziniana. La madre, Adele Gommi, apparteneva a una illustre famiglia di Imola. Pare sia stato il padre a volere come secondo nome l'insolito Velleda, appartenuto a una sacerdotessa druidica vissuta nel I secolo dopo Cristo. Le trasmise inoltre la passione per la scienza e la fede nel progresso. Nel 1860 Bologna fu annessa al Regno di Sardegna e nel 1861 fu istituito il Regno d’Italia e il padre, che aveva intrapreso la carriera giudiziaria, si trasferì a Torino con la famiglia, dove per vent’anni esercitò l’ufficio di pretore.
Maria Velleda si iscrisse nel 1873 alla Facoltà di Medicina e Chirurgia all'Università di Torino: ammessa al secondo anno, si laureò il 18 luglio 1878. Il quotidiano La Stampa, il 22 luglio 1878, al proposito riporta: "La signorina Farnè non si è arrestata a mezza strada, ma l'ha percorsa tutta intera con coraggio, a piè fermo e sicuro, con la serenità negli occhi modesti, con lo stimolo di un'onesta ambizione".
L'anno successivo il padre morì e Maria Velleda cominciò la libera professione; le donne non potevano aspirare a entrare come “medichesse” negli ospedali: anche se non esisteva una legge che lo impedisse, nessun dirigente ospedaliero avrebbe assunto una donna. Pure nella libera professione incontravano difficoltà ad avere una clientela, anche nelle specialità considerate più consone a loro, pediatria e ginecologia. Nel 1881 fu iscritta, a titolo onorario, fra il personale sanitario della Real Casa, nominata "medichessa onoraria" della regina Margherita di Savoia e si trasferì a Roma.
Fu autrice di due pubblicazioni scientifiche su temi di igiene. Non contrasse matrimonio e, dalla fine degli anni novanta, dovette fronteggiare un progressivo impoverimento. Si spense precocemente, nel novembre 1905, in casa di parenti, in una abitazione destinata alla villeggiatura estiva sulle colline non distanti da Torino.